# Saulx-les-Chartreux
Saulx-les-Chartreux és un municipi francès, situat al departament de l'Essonne i a la regió de Illa de França. L'any 2007 tenia 4.883 habitants.
Forma part del cantó de Longjumeau i del districte de Palaiseau. I des del 2016 de la Comunitat d'aglomeració París-Saclay.

## Demografia

### Població
El 2007 la població de fet de Saulx-les-Chartreux era de 4.883 persones. Hi havia 1.834 famílies, de les quals 428 eren unipersonals (174 homes vivint sols i 254 dones vivint soles), 491 parelles sense fills, 752 parelles amb fills i 163 famílies monoparentals amb fills.
La població ha evolucionat segons el següent gràfic:
Habitants censats

### Habitatges
El 2007 hi havia 1.963 habitatges, 1.879 eren l'habitatge principal de la família, 35 eren segones residències i 49 estaven desocupats. 1.354 eren cases i 592 eren apartaments. Dels 1.879 habitatges principals, 1.283 estaven ocupats pels seus propietaris, 522 estaven llogats i ocupats pels llogaters i 73 estaven cedits a títol gratuït; 63 tenien una cambra, 210 en tenien dues, 379 en tenien tres, 451 en tenien quatre i 777 en tenien cinc o més. 1.554 habitatges disposaven pel capbaix d'una plaça de pàrquing. A 830 habitatges hi havia un automòbil i a 926 n'hi havia dos o més.

### Piràmide de població
La piràmide de població per edats i sexe el 2009 era:
| Homes | Edats   | Dones |
| ----- | ------- | ----- |
| 0     | 95 o +  | 4     |
| 4     | 90 a 94 | 8     |
| 8     | 85 a 89 | 20    |
| 12    | 80 a 84 | 28    |
| 16    | 75 a 79 | 48    |
| 28    | 70 a 74 | 40    |
| 80    | 65 a 69 | 48    |
| 100   | 60 a 64 | 120   |
| 176   | 55 a 59 | 156   |
| 168   | 50 a 54 | 208   |
| 184   | 45 a 49 | 196   |
| 212   | 40 a 44 | 216   |
| 140   | 35 a 39 | 252   |
| 212   | 30 a 34 | 164   |
| 228   | 25 a 29 | 176   |
| 208   | 20 a 24 | 148   |
| 196   | 15 a 19 | 132   |
| 156   | 10 a 14 | 204   |
| 164   | 5 a 9   | 212   |
| 152   | 0 a 4   | 128   |

## Economia
El 2007 la població en edat de treballar era de 3.413 persones, 2.633 eren actives i 780 eren inactives. De les 2.633 persones actives 2.408 estaven ocupades (1.226 homes i 1.182 dones) i 226 estaven aturades (108 homes i 118 dones). De les 780 persones inactives 233 estaven jubilades, 360 estaven estudiant i 187 estaven classificades com a «altres inactius».

### Ingressos
El 2009 a Saulx-les-Chartreux hi havia 1.923 unitats fiscals que integraven 5.147 persones, la mediana anual d'ingressos fiscals per persona era de 24.837 €.

### Activitats econòmiques
Dels 303 establiments que hi havia el 2007, 2 eren d'empreses extractives, 1 d'una empresa alimentària, 4 d'empreses de fabricació de material elèctric, 12 d'empreses de fabricació d'altres productes industrials, 66 d'empreses de construcció, 69 d'empreses de comerç i reparació d'automòbils, 17 d'empreses de transport, 13 d'empreses d'hostatgeria i restauració, 12 d'empreses d'informació i comunicació, 4 d'empreses financeres, 12 d'empreses immobiliàries, 64 d'empreses de serveis, 15 d'entitats de l'administració pública i 12 d'empreses classificades com a «altres activitats de serveis».
Dels 72 establiments de servei als particulars que hi havia el 2009, 1 era una oficina de correu, 5 tallers de reparació d'automòbils i de material agrícola, 11 paletes, 10 guixaires pintors, 5 fusteries, 9 lampisteries, 7 electricistes, 8 empreses de construcció, 2 perruqueries, 11 restaurants, 2 agències immobiliàries i 1 saló de bellesa.
Dels 14 establiments comercials que hi havia el 2009, 4 eren botiges de menys de 120 m², 1 una botiga de menys de 120 m², 3 carnisseries, 1 una llibreria, 1 una sabateria, 1 una botiga de mobles i 3 floristeries.
L'any 2000 a Saulx-les-Chartreux hi havia 20 explotacions agrícoles.

## Equipaments sanitaris i escolars
Els 2 equipaments sanitaris que hi havia el 2009 eren farmàcies.
El 2009 hi havia 2 escoles maternals i 1 escola elemental. A Saulx-les-Chartreux hi havia 1 col·legi d'educació secundària i 1 liceu d'ensenyament general. Als col·legis d'educació secundària hi havia 730 alumnes i als liceus d'ensenyament general 148.

## Poblacions més properes
El següent diagrama mostra les poblacions més properes.